# Culturema
Un culturema es cualquier parte del comportamiento cultural aprehendido en signos de valor simbólico que pueden descomponerse en unidades más pequeñas o fusionarse en otras más grandes. Un culturema es una "unidad portadora de información cultural", cuyos contenidos son reconocibles por un grupo de personas. Los culturemas son el puente entre las unidades lingüísticas y la cultura.
Su uso se puede ver en expresiones culturales, fraseologismos, chistes, eslóganes, literatura, religión, folklore, sociología, antropología, etc.  Todos los cuales son subculturas en un sistema cultural. Los culturemas de esta naturaleza tienen una relevancia histórica que, cuando se traducen o explican, dan como resultado una falta de comunicación y un malentendido.
La noción de culturema se utiliza cada vez más en los estudios de traducción y otras disciplinas. Es un concepto de uso reciente que aún está por definir y diferenciar de otros, como frase, modismo, símbolo, palabra cultural, etc. 

## Etapas de un culturema
Fernando Poyatos descompone los rasgos de un culturema en cuatro fases. Estas fases analizan desde el más amplio de los culturemas hasta los aspectos más particulares de los culturemas.

### Primera etapa: Culturemas básicos
Los culturemas básicos son los más amplios de los culturemas. Caracterizan la apariencia inicial de una cultura. Los culturemas básicos se separan en dos "realidades" culturales, urbana y rural, y dos dominios: exterior e interior. Los culturemas básicos comienzan con los ámbitos urbano y rural debido a su dicotomía en la identidad cultural y las manifestaciones de interacciones sociales. Dentro de ambas culturas hay exteriores (lo que se observa desde fuera) e interiores (lo que se observa desde el interior de edificios o establecimientos que no se ven desde el exterior). Las principales divisiones de los culturemas son: urbano-exterior, urbano-interior, rural-exterior y rural-interior.

La importancia de los culturemas básicos es dar una idea general del entorno. Por ejemplo,
en Norteamérica  (Estados Unidos y Canadá): los grandes automóviles, el sonido y el olor veraniegos del césped cortado, el olor de los tubos de escape de los autobuses urbanos, la separación básica de las áreas comerciales y residenciales del 'centro' en la ciudad pequeña o pueblo, las sirenas de sus coches de policía, el olor a hamburguesa y papas fritas de muchos locales de comida, el olor de la farmacia, los carteles de 'Franquiciado' en muchos restaurantes de segunda categoría (indicando una actitud cultural hacia la bebida.

### Segunda etapa: culturemas primarios
Las culturemas primarias existen en la fase en la que se produce la aculturación, en la cual la cultura propia se vuelve más compleja. Los cuatro culturemas básicas se subcategorizan en ambientales (entornos culturales) y conductuales (comportamientos de las personas y sus interacciones). Estos culturemas son el resultado de reconocer patrones culturales y "experimentarlos a través de la mera observación o el aprendizaje sistémico".

### Tercera etapa: Culturemas Secundarios
Los culturemas son fragmentados en segmentos, en los cuales una cultura específica es ejemplificada. Esto incluye culturas en la escuela, el parque, el bar, etc. Estos son conocidos como culturemas secundarios. En la tercera etapa es el punto en el cual las culturas identificadas en la segunda etapa comienzan a interactuar, interrelacionarse y verse entre los diversos sistemas y valores culturales.

### Cuarta etapa: Culturas terciarias
En esta se profundiza en los sentidos humanos, analizándolos en la mayor medida posible. El término de la cuarta etapa permite identificar el sistema cultural y la subcultura del culturema. Conocer el sistema cultural y la subcultura es importante, ya que ayuda a navegar a través de otros sistemas identificables dentro de la cultura.

## Traducción
Traducir un culturema puede ser un desafío, ya que las connotaciones a veces son muy fuertes. Por ejemplo: la palabra española alcázar significa "el castillo", "palacio" o "fortaleza", pero, como es de origen árabe, recuerda ocho siglos de historia (al-Ándalus), que no se puede traducir fácilmente al inglés, por lo que el traductor debe adoptar una decisión crucial: o elige la palabra inglesa fortress y pierde todas las connotaciones históricas y culturales, o usa la palabra prestada, alcázar. 
Un idioma puede tener varias culturas y varios idiomas pueden compartir la misma cultura. Las culturas pueden diferir en la conceptualización que, a su vez, puede afectar la forma en que se transmiten los pensamientos en sus idiomas. La asimetría del lenguaje complica la cuestión de proporcionar un equivalente lingüística y culturalmente sólido de un culturema en otro idioma. La compleja relación entre lengua y cultura es importante para dar a las culturas su valor previsto. Los diccionarios complican aún más las brechas de significado transculturales porque sin el esfuerzo colaborativo de todas las culturas, es imposible definir el significado de las palabras que pueden ser culturemas en el diccionario. Aunque, lentamente, los diccionarios interactivos y multimedia se han vuelto extensos en información que disminuye el puente entre idiomas y culturas.
Los culturemas son traducidos de diversas maneras:
- Traducción literal: el idioma del culturema se traduce en otro idioma en un intento de transmitir el mismo significado central.
- Equivalencia funcional: Traducir significado sin la inclusión de su asociación cultural.
- Casi sinonimia: Una traducción tiene un significado similar al culturema sin ser idéntica.
- Subespecificación: una técnica que ahorra espacio y proporciona una definición breve y manejable.
- Distorsión: Una traducción que no conserva el mismo significado que el culturema.
- Explicación: un traductor usa esta técnica en sus esfuerzos por hacer que la audiencia entienda completamente el significado. Esto puede implicar descripciones largas y demasiado detalladas.
- Cambio de categoría: en el caso de que el culturema esté obsoleto o ya no sea relevante, se proporciona un equivalente moderno.
- Glosario: un texto dado proporciona una definición al final
- Sobre-especificación: Se da más información de la requerida.
- Sin traducción: Algunos culturemas se mantienen en su idioma original. Esto se aplica principalmente a los idiomas de escritura romana, aunque otros idiomas pueden tener sus culturemas romanizados .
- Omisión: El traductor puede omitir lo que juzgue periférico en lo que quiere decir.[2]

### Cultura: normas, ideas y materiales
Al traducir, la incapacidad de transmitir un significado cultural despoja a un culturema de su título de "culturema" y simplemente se convierte en una palabra ambigua. La cultura se clasifica en tres categorías: Normas, Ideas y Materiales.
- Las normas se refieren a los hábitos y tradiciones de un grupo social. Una cultura con una base de cortesía que usa términos honoríficos de tratamiento, como en el idioma coreano, tiene formas muy complejas de pronombres que no tienen equivalencia en otros idiomas, p. Inglés. Las diferentes culturas e idiomas tienen diferentes interpretaciones de cortesía que afectan el éxito de la traducción de una cultura. Las fiestas tradicionales son normas en una cultura. El Tết de Año Nuevo vietnamita es una cultura del idioma y la cultura vietnamitas. Tết significa el comienzo del nuevo año en el calendario lunar . Es un día de estar en casa en familia y alegre celebración. Una traducción literal de Tết al inglés sería "Año Nuevo". Pero cualquiera que no tuviera conocimiento de la cultura pensaría que las tradiciones y prácticas del "Año Nuevo" son iguales.[3]
- Las ideas se refieren a "verdades científicas, creencias religiosas, mitos, leyendas, obras literarias, supersticiones, aforismos, proverbios y folclore".[8] Estos culturemas están profundamente arraigados en una historia personal compartida que los extraños a una cultura no están familiarizados con conocer. Culturemas pertenecientes a ideas culturales no necesitan explicación en el presente, sus significados y significados están cimentados en el conocimiento de la gente.[3]
- Los materiales se refieren a la cultura física. La comida, por ejemplo, es un ejemplo importante de cultura tangible; puede ilustrar la cultura dietética/estilo de vida. Ciertos platos son básicos de la cultura y pueden ser un producto del entorno local. La existencia de un alimento o plato puede tener relevancia histórica para una cultura. La traducción de recetas que involucran la cultura de los alimentos puede resultar en la introducción de ingredientes incorrectos.[3]